# Medetera compressa
Medetera compressa är en tvåvingeart som beskrevs av Yang och Saigusa 2001. Medetera compressa ingår i släktet Medetera och familjen styltflugor.
Artens utbredningsområde är Yunnan (Kina). Inga underarter finns listade i Catalogue of Life.